# Gigantotrichoderes
Gigantotrichoderes is een kevergeslacht uit de familie van de boktorren (Cerambycidae). De wetenschappelijke naam van het geslacht werd voor het eerst geldig gepubliceerd in 1953 door Tippmann.

## Soorten
Gigantotrichoderes omvat de volgende soorten:
- Gigantotrichoderes conicicollis Tippmann, 1953
- Gigantotrichoderes flabellicornis (Zajciw, 1965)